# Łódzki Klub Sportowy
ŁKS Łódź é um clube de futebol polonês, com sede na cidade de Łódź. Fundado em 1908, quando a cidade de Łódź ainda fazia parte do Império Russo, chegou a ser campeão polonês duas vezes, em 1958 e 1998. Atualmente, joga na 2ª divisão.

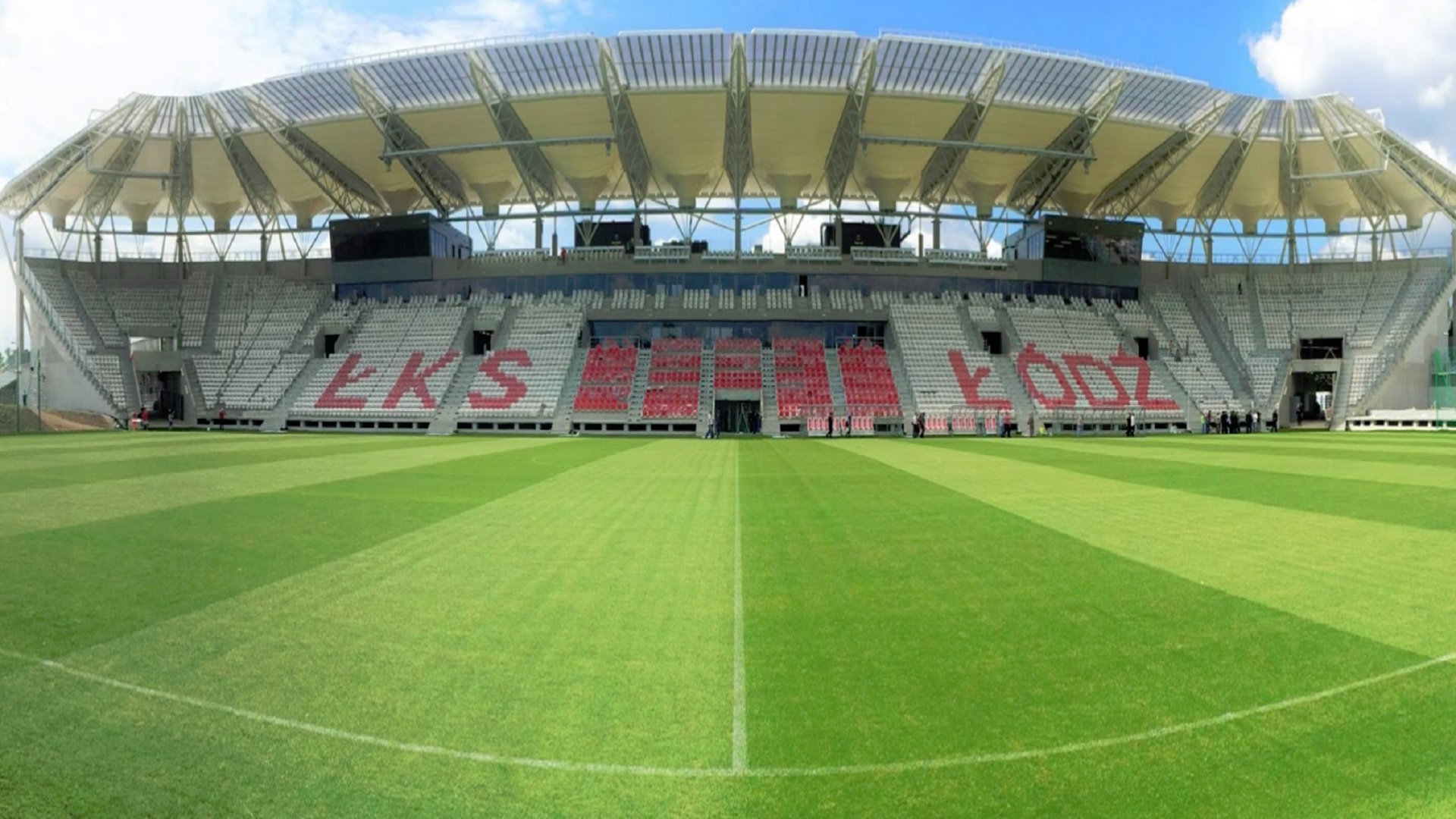
Estádio Municipal em Łódź

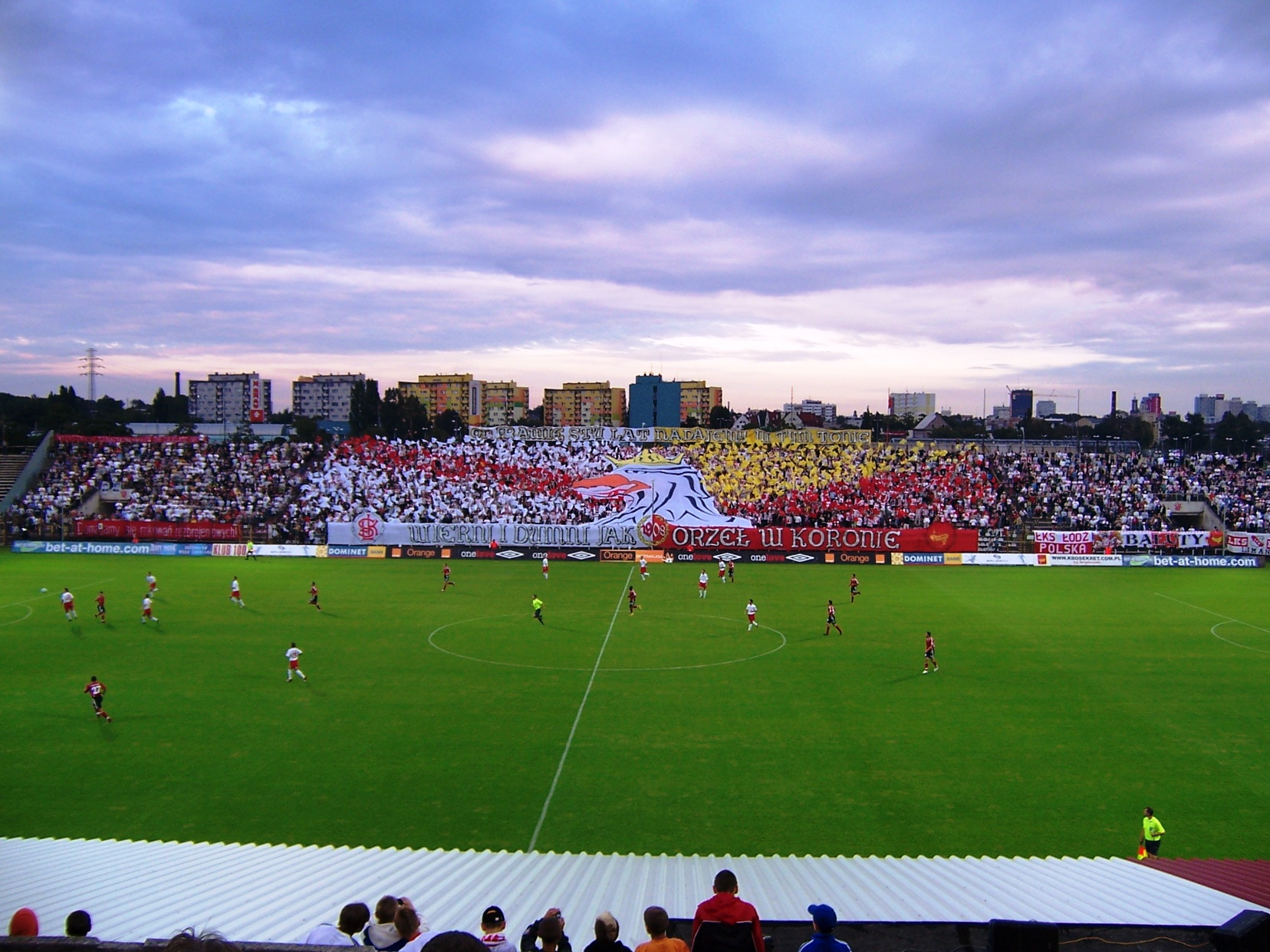
Estádio Municipal em Łódź

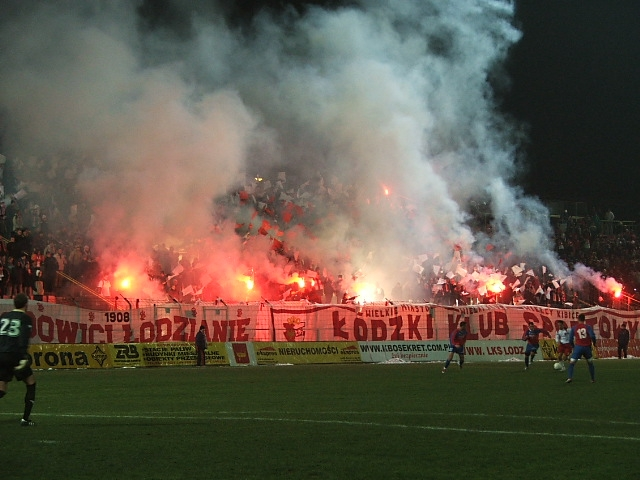
Estádio Municipal em Łódź

## Títulos
- Campeonato Polonês (Ekstraklasa)
  - Títulos (2): 1958, 1998

- Copa da Polônia (Puchar Polski)
  - Títulos (1): 1957

- Supercopa da Polônia (Superpuchar Polski)
  - Vices (2): 1994, 1998

## Elenco
Atualizado em 3 de março de 2019
Nota: Bandeiras indicam equipe nacional, conforme definido pelas regras de elegibilidade da FIFA. Os jogadores podem ter mais de uma nacionalidade não-FIFA.
| N.º |            | Posição | Jogador          |
| --- | ---------- | ------- | ---------------- |
| 1   | Polónia    | G       | Dawid Arndt      |
| 2   | Polónia    | D       | Jan Sobocinski   |
| 4   | Polónia    | D       | Artur Bogusz     |
| 6   | Polónia    | M       | Maciej Wolski    |
| 7   | Polónia    | M       | Patryk Bryła     |
| 8   | Polónia    | D       | Kamil Rozmus     |
| 9   | Polónia    | M       | Wojciech Łuczak  |
| 10  | Ucrânia    | A       | Yevhen Radionov  |
| 11  | Espanha    | M       | Dani Ramírez     |
| 12  | Polónia    | G       | Michal Brudnicki |
| 13  | Polónia    | A       | Jakub Kostyrka   |
| 14  | Eslováquia | D       | Lukáš Bielák     |
| 17  | Polónia    | M       | Mateusz Gamrot   |
| 18  | Polónia    | M       | Piotr Pyrdoł     |

| N.º |         | Posição | Jogador                  |
| --- | ------- | ------- | ------------------------ |
| 19  | Polónia | M       | Mikolaj Maschera         |
| 20  | Polónia | M       | Oskar Koprowski          |
| 21  | Polónia | D       | Jan Grzesik              |
| 23  | Polónia | M       | Bartłomiej Kalinkowski   |
| 24  | Polónia | D       | Kamil Juraszek           |
| 25  | Polónia | G       | Michał Kołba             |
| 28  | Polónia | M       | Łukasz Piątek            |
| 29  | Polónia | M       | Maksymilian Rozwandowicz |
| 33  | Polónia | G       | Dominik Budzynski        |
| 88  | Polónia | A       | Rafał Kujawa             |
| —   | Polónia | D       | Adrian Klimczak          |
| —   | Polónia | M       | Adam Ratajczyk           |
| —   | Polónia | A       | Łukasz Sekulski          |

## Notáveis jogadores
- Paulinho
- Claudio Milar
- Stanisław Baran
- Witold Bendkowski
- Mirosław Bulzacki
- Maciej Bykowski
- Marek Chojnacki
- Kazimierz Deyna
- Marek Dziuba
- Antoni Gałecki
- Robert Grzywocz
- Tomasz Hajto
- Władysław Karasiak
- Tomasz Kłos
- Władysław Król
- Radosław Matusiak
- Jerzy Sadek
- Marek Saganowski
- Władysław Soporek
- Piotr Suski
- Igor Sypniewski
- Henryk Szczepański
- Stanisław Terlecki
- Jan Tomaszewski
- Mirosław Trzeciak
- Tomasz Wieszczycki
- Andrzej Woźniak
- Bogusław Wyparło
- Jacek Ziober